# Dean Bombač
Dean Bombač, né le 4 avril 1989 à Koper, est un handballeur slovène. Il évolue au poste de demi-centre dans le club hongrois du SC Pick Szeged depuis l'été 2018, club pour lequel il a déjà joué avant de partir pour deux saisons au KS Kielce.

## Palmarès

### En club
Compétitions internationales
- Vainqueur de la Coupe Challenge (C4) (1) : 2011
- Demi-finaliste de la Coupe de l'EHF (C3) en 2008

compétition nationales
- Vainqueur du Championnat de Slovénie (1) : 2011
- Vainqueur de la Coupe de Slovénie (2) : 2009, 2011
- Vainqueur de la Supercoupe de Slovénie (1) : 2008
- Vainqueur du Championnat de Hongrie (1) : 2021
  - Finaliste (3) : 2015, 2016, 2019
- Vainqueur  de la Coupe de Hongrie (1) : 2019
  - Finaliste (3) : 2015, 2016, 2021
- Vainqueur du Championnat de Pologne (2) : 2017, 2018
- Vainqueur de la Coupe de Pologne (2) : 2017, 2018

### En équipe nationale
- 4e place au Championnat du monde 2013 en Espagne
- 8e place au Championnat du monde 2015 au Qatar
- 14e place au Championnat d'Europe 2016 en Pologne
- 6e place aux Jeux olympiques de 2016 à Rio
- 4e place au Championnat d'Europe 2020 en Suède, en Autriche et en Norvège.

### Distinctions individuelles
- élu meilleur demi-centre de la Ligue des champions 2015-2016[4]
- 5e meilleur buteur de la Ligue des champions 2015-2016[5]